# Тэффи, Надежда Александровна
Наде́жда Алекса́ндровна Тэ́ффи (настоящая фамилия — Лохви́цкая, в замужестве — Бучинская; 9 [21] мая (по другим данным — 26 апреля [8 мая]) 1872 года, Санкт-Петербург, Российская империя — 6 октября 1952 года, Париж, Франция) — русская писательница и поэтесса, мемуаристка, переводчица, автор таких знаменитых рассказов, как «Демоническая женщина» и «Ке фер». После Октябрьской революции эмигрировала. Сестра поэтессы Мирры Лохвицкой и генерала Николая Лохвицкого, соратника адмирала Колчака. Другие её сёстры были известны как авторы пьес: Елена Лохвицкая (в замуж. Пландовская, 1874—1919; театральный автор, псевдоним «Элио», переводчица с французского) и Варвара Лохвицкая (в замуж. Попова, псевдоним «Мюргит»).

## Биография
Надежда Александровна Лохвицкая родилась 24 апреля 1872 года в Санкт-Петербурге в семье адвоката Александра Владимировича Лохвицкого (1830—1884) и его жены Варвары Александровны (урождённой Гойер, фр. Hoer), женщины начитанной и увлекавшейся литературой. Училась в Литейной женской гимназии, которую окончила в 1890 году.
В 1892 году, после рождения первой дочери Валерии (1892—1964), поселилась вместе со своим первым мужем Владиславом Бучинским в его имении под Могилёвом. В 1900 году, уже после рождения сына Янека (1893—после 1937, репрессирован) и второй дочери Елены (1894—1957), разошлась с мужем и переехала в Петербург, где начала литературную карьеру.
В 1910 году в издательстве «Шиповник» вышла первая книга стихотворений «Семь огней» и сборник «Юмористические рассказы».
Была известна сатирическими стихами и фельетонами, входила в состав постоянных сотрудников журнала «Сатирикон». Сатира Тэффи часто носила очень оригинальный характер: так, стихотворение «Из Мицкевича» 1905 года основано на параллели между широко известной балладой Адама Мицкевича «Воевода» и конкретным, произошедшим недавно злободневным событием. Рассказы Тэффи систематически печатали такие авторитетные русскоязычные парижские газеты и журналы как «Грядущая Россия», «Звено», «Русские записки», «Современные записки». Поклонниками Тэффи были столь разные по психологическому складу и мировоззрению люди, как Иван Бунин, Владимир Ленин и Николай II; именем Тэффи были названы конфеты и духи.
После закрытия в 1918 году газеты «Русское слово», где Тэффи работала, она отправилась в Киев и Одессу с литературными выступлениями. Эта поездка привела её в Новороссийск, откуда летом 1919 года она отплыла в Турцию. Осенью 1919 она была уже в Париже, а в феврале 1920 в парижском литературном журнале появились два её стихотворения, в апреле она организовала литературный салон. В 1922—1923 годах жила в Германии.
С середины 1920-х годов состояла в фактическом браке с Павлом Андреевичем Тикстоном (1872—1935).
Умерла 6 октября 1952 года в Париже, спустя два дня её отпели в Александро-Невском соборе в Париже и похоронили на русском кладбище Сент-Женевьев-де-Буа.
Её называли первой русской юмористкой начала XX века, «королевой русского юмора», однако она никогда не была сторонницей чистого юмора, всегда соединяла его с грустью и остроумными наблюдениями над окружающей жизнью. После перенесенных испытаний и эмиграции сатира и юмор постепенно перестают доминировать в её творчестве, наблюдения над жизнью приобретают философский характер, новеллы становятся лирическими и глубоко меланхолическими, а зачастую - откровенно трагическими (рассказы «Майский жук», «День», «Мара Демиа» и многие другие).

## Псевдоним
Впервые имя Тэффи (ещё без инициалов) появляется в 51-м номере журнала «Театр и искусство», в декабре 1901 года (это вторая публикация писательницы). Возможно, Тэффи взяла псевдоним потому, что задолго до начала её литературной деятельности известность получила её старшая сестра — поэтесса Мирра Лохвицкая, которую критики прозвали «русской Сафо». (К началу своей литературной карьеры Тэффи уже разошлась с первым мужем, по которому носила фамилию Бучинская.) По мнению исследователей творчества Тэффи Е. М. Трубиловой и Д. Д. Николаева, псевдоним для Надежды Александровны, которая любила мистификации и шутки, а также являлась автором литературных пародий, фельетонов, стал частью литературной игры, направленной на создание соответствующего образа автора.
Версия происхождения псевдонима изложена самой писательницей в мемуарном очерке «Псевдоним» (1931). Она не хотела подписывать свои тексты мужским именем, как это часто делали современные ей писательницы: «Прятаться за мужской псевдоним не хотелось. Малодушно и трусливо. Лучше выбрать что-нибудь непонятное, ни то ни сё. Но — что? Eй нужно такое имя, которое принесло бы счастье. Лучше всего имя какого-нибудь дурака — дураки всегда счастливые». Ей «вспомнился <…> один дурак, действительно отменный и вдобавок такой, которому везло, значит, самой судьбой за идеального дурака признанный. Звали его Степан, а домашние называли его Стеффи. Отбросив из деликатности первую букву (чтобы дурак не зазнался)», писательница «решила подписать пьеску свою „Тэффи“». После успешной премьеры этой пьесы в интервью журналисту на вопрос о псевдониме Тэффи ответила, что «это… имя одного дур…, то есть такая фамилия». Журналист заметил, что ему «сказали, что это из Киплинга». Тэффи, вспомнившая такое имя у Киплинга, а также песню «Taffy was a walesman / Taffy was a thief…» из Трильби, согласилась с этой версией.
Действительно, у Киплинга в рассказе «Как было написано первое письмо» из сборника «Просто сказки» (опубликован в 1902 году) присутствует героиня, маленькая девочка по имени (в русских переводах) Таффимай Металлумай, или Таффи (англ. Taffy, Тэффи). В чрезвычайно популярном в своё время романе «Трильби» английского писателя Джорджа Дюморье есть персонаж по имени Тэффи (в русских переводах романа, вышедших в 1896—1897, Таффи). Г. Г. Ге в 1898 году написал драму «Трильби» по созданной в 1895 году сценарной версии романа. Эта пьеса шла в русских театрах (например, в Театре Корша в сентябре 1900 года). Упоминаемая песня (которая в действительности в романе отсутствует) — популярная английская детская песенка «Taffy was a Welshman, Taffy was a thief» (рус. «Тэффи был валлиец, Тэффи был вор»; Тэффи — насмешливое прозвище валлийцев).
Однако премьера пьесы «Женский вопрос», упоминаемой в рассказе, состоялась только в 1907 году, когда Тэффи уже активно публиковалась под этим псевдонимом в петербургских газетах. Биограф писательницы Элизабет Нитраур поэтому считала, что Тэффи в очередной раз слегка мистифицировала читателей и, вероятно, выбрала псевдоним именно у Киплинга. Первое известное появление псевдонима — стихотворный фельетон «Покаянный день», где высмеивались драматурги тех лет, «обрабатывавшие» для сцены известные литературные произведения, и цитата из песенки намекает на этих «театральных воров».
Ещё один возможный источник — творчество английской писательницы Эдит Несбит, с которой Надежда Лохвицкая была знакома. В сказке «Освободители своей отчизны» героиней была девочка по имени Эффи.

## Творчество

### В России
С детства она увлекалась классической русской литературой. Её кумирами были А. С. Пушкин и Л. Н. Толстой, интересовалась современной литературой и живописью, дружила с художником Александром Бенуа. Также на Тэффи оказали огромное влияние Н. В. Гоголь, Ф. М. Достоевский и её современники Ф. Сологуб и А. Аверченко.
Писать Надежда Лохвицкая начала ещё в детстве, но литературный дебют состоялся почти в тридцатилетнем возрасте. Первая публикация Тэффи состоялась 2 сентября 1901 года в еженедельнике «Север» — это было стихотворение «Мне снился сон, безумный и прекрасный…».
Сама Тэффи отзывалась о своём дебюте так: «Взяли моё стихотворение и отнесли его в иллюстрированный журнал, не говоря мне об этом ни слова. А потом принесли номер журнала, где стихотворение напечатано, что очень меня рассердило. Я тогда печататься не хотела, потому что одна из моих старших сестер, Мирра Лохвицкая, уже давно и с успехом печатала свои стихи. Мне казалось чем-то смешным, если все мы полезем в литературу. Между прочим, так оно и вышло… Итак — я была недовольна. Но когда мне прислали из редакции гонорар — это произвело на меня самое отрадное впечатление».
В 1905 году её рассказы печатались в приложении к журналу «Нива».
В годы Первой русской революции (1905—1907) Тэффи сочиняет острозлободневные стихи для сатирических журналов (пародии, фельетоны, эпиграммы). В это же время определяется основной жанр всего её творчества — юмористический рассказ. Сначала в газете «Речь», затем в «Биржевых новостях» в каждом воскресном выпуске печатаются литературные фельетоны Тэффи, вскоре принесшие ей всероссийскую любовь.
В дореволюционные годы Тэффи пользовалась большой популярностью. Была постоянной сотрудницей в журналах «Сатирикон» (1908—1913) и «Новый Сатирикон» (1913—1918), которыми руководил её друг Аркадий Аверченко. В 1911 году приняла участие в коллективном романе «Три буквы» на страницах «Синего журнала».
Поэтический сборник «Семь огней» был издан в 1910 году. Книга осталась почти незамеченной на фоне оглушительного успеха прозы Тэффи. Всего до эмиграции писательница опубликовала 16 сборников, а за всю жизнь — более 30. Кроме того, Тэффи написала и перевела несколько пьес. Её первая пьеса «Женский вопрос» была поставлена петербургским Малым театром.
Следующим её шагом было создание в 1911 году двухтомника «Юмористические рассказы», где она критикует обывательские предрассудки, а также изображает жизнь петербургского «полусвета» и трудового народа, словом, мелочную повседневную «ерунду». Иногда в поле зрения автора попадают представители трудового народа, с которыми соприкасаются основные герои, это большей частью кухарки, горничные, маляры, представленные тупыми и бессмысленными существами. Повседневность и обыденность подмечены Тэффи зло и метко. Своему двухтомнику она предпослала эпиграф из «Этики» Бенедикта Спинозы, который точно определяет тональность многих её произведений: «Ибо смех есть радость, а посему сам по себе — благо».
В 1912 году писательница создаёт сборник «И стало так», где описывает не социальный тип мещанина, а показывает обыденность серых будней, в 1913 году — сборник «Карусель» (здесь центральный образ — простой человек, раздавленный жизнью) и «Восемь миниатюр», в 1914 году — «Дым без огня», в 1916 году — «Житьё-бытьё», «Неживой зверь» (где описывается ощущение трагичности и неблагополучия жизни; положительным идеалом для Тэффи здесь являются дети, природа, народ).
События 1917 года находят отражение в очерках и рассказах «Петроградское житие», «Заведующие паникой» (1917), «Торговая Русь», «Рассудок на веревочке», «Уличная эстетика», «В рынке» (1918), фельетонах «Пёсье время», «Немножко о Ленине», «Мы верим», «Дождались», «Дезертиры» (1917), «Семечки» (1918).
В конце 1918 года вместе с А. Аверченко Тэффи уехала в Киев, где должны были состояться их публичные выступления, и после полутора лет скитаний по российскому югу (Одесса, Новороссийск, Екатеринодар) добралась через Константинополь до Парижа. Судя по книге «Воспоминания», Тэффи не собиралась уезжать из России. Решение было принято, можно сказать, моментно: «Увиденная утром струйка крови у ворот комиссариата, медленно ползущая струйка поперек тротуара перерезывает дорогу жизни навсегда. Перешагнуть через неё нельзя. Идти дальше нельзя. Можно повернуться и бежать».
Тэффи вспоминает, что её не оставляла надежда на скорое возвращение, хотя своё отношение к Октябрьской революции она определила давно: «Конечно, не смерти я боялась. Я боялась разъярённых харь с направленным прямо мне в лицо фонарем, тупой идиотской злобы. Холода, голода, тьмы, стука прикладов о паркет, криков, плача, выстрелов и чужой смерти. Я так устала от всего этого. Я больше этого не хотела. Я больше не могла».

### В эмиграции
В Берлине и Париже продолжали выходить книги Тэффи, и исключительный успех сопутствовал ей до конца долгой жизни. В эмиграции у неё вышло больше десятка книг прозы и только два стихотворных сборника: «Шамрам» (Берлин, 1923) и «Passiflora» (Берлин, 1923). Подавленность, тоску и растерянность в этих сборниках символизируют разные образы — карлика, горбуна, плачущего лебедя, серебряного корабля смерти, тоскующего журавля.
В эмиграции Тэффи писала рассказы, рисующие дореволюционную Россию, всё ту же обывательскую жизнь, которую она описывала в сборниках, изданных на родине. Меланхолический заголовок «Так жили» объединяет эти рассказы, отражающие крушение надежд эмиграции на возвращение прошлого, полную бесперспективность неприглядной жизни в чужой стране. В первом номере газеты «Последние новости» (27 апреля 1920 года) был напечатан рассказ Тэффи «Ке фер?» (фр. Que faire? — «Что делать?»), и фраза его героя, старого генерала, который, растерянно озираясь на парижской площади, бормочет: «Все это хорошо… но que faire? Фер-то ке?», стала своего рода паролем для оказавшихся в изгнании.
Писательница публиковалась во многих видных периодических изданиях русской эмиграции («Общее дело», «Возрождение», «Руль», «Сегодня», «Звено», «Современные записки», «Жар-Птица»). Тэффи выпустила ряд книг рассказов — «Рысь» (1923), «Книга Июнь» (1931), «О нежности» (1938) — показавших новые грани её таланта, как и пьесы этого периода — «Момент судьбы» (1937), «Ничего подобного» (1939) — и единственный опыт романа — «Авантюрный роман» (1931). Жанровая принадлежность романа, обозначенная в названии, вызвала сомнения у первых рецензентов: было отмечено несоответствие «души» романа (Б. Зайцев) заглавию. Современные исследователи указывают на сходство с авантюрным, плутовским, куртуазным, детективным романом, а также романом-мифом. Но своей лучшей книгой она считала сборник рассказов «Ведьма» (1936).
В произведениях Тэффи этого времени заметно усиливаются грустные, даже трагические мотивы. «Боялись смерти большевистской — и умерли смертью здесь. Думаем только о том, что теперь там. Интересуемся только тем, что приходит оттуда», — сказано в одной из её первых парижских миниатюр «Ностальгия» (1920).
Вторая мировая война застала Тэффи в Париже, где она осталась из-за болезни. Она не сотрудничала ни в каких изданиях коллаборационистов, хотя голодала и бедствовала. Время от времени она соглашалась выступить с чтением своих произведений перед эмигрантской публикой, которой с каждым разом становилось всё меньше.
В 1930-е годы Тэффи обращается к мемуарному жанру. Она создаёт автобиографические рассказы «Первое посещение редакции» (1929), «Псевдоним» (1931), «Как я стала писательницей» (1934), «45 лет» (1950), а также художественные очерки — литературные портреты известных людей, с которыми ей довелось встречаться. Среди них:
- Григорий Распутин;
- Владимир Ленин;
- Александр Керенский;
- Александра Коллонтай;
- Фёдор Сологуб;
- Константин Бальмонт;
- Илья Репин;
- Аркадий Аверченко;
- Зинаида Гиппиус;
- Дмитрий Мережковский;
- Леонид Андреев;
- Алексей Ремизов;
- Александр Куприн;
- Иван Бунин;
- Игорь Северянин;
- Мишши Сеспель;
- Всеволод Мейерхольд.

Создавая образы известных людей, Тэффи выделяет какую-либо черту или качество, которые кажутся ей наиболее яркими, подчёркивающими индивидуальность человека. Своеобразие литературных портретов обусловлено авторской установкой «рассказать… просто как о живых людях, показать, какими я их видела, когда сплетались наши пути. Они все уже ушли, и ветер заметает снегом и пылью их земные следы. О творчестве каждого из них писали и будут писать ещё и ещё, но просто живыми людьми не многие их покажут. Я хочу рассказать о моих встречах с ними, об их характерах, причудах, дружбе и вражде». Современники восприняли книгу как «едва ли не лучшее из того, что нам до сих пор дала эта талантливая и умная писательница» (И. Голенищев-Кутузов), как «эпилог прошлой и невозвратной жизни» (М. Цетлин).
Тэффи планировала писать о героях Л. Н. Толстого и М. Сервантеса, обойдённых вниманием критики, но этим замыслам не суждено было осуществиться. 30 сентября 1952 года в Париже Тэффи отпраздновала именины, а всего через неделю скончалась.

### Книги, вышедшие отдельными изданиями
1. 1910 — Семь огней. — СПб.: Шиповник.
2. 1910 — Юмористические рассказы. Кн. 1. — СПб.: Шиповник.
3. 1911 — Юмористические рассказы. Кн. 2: «Человекообразные». — СПб.: Шиповник.
4. 1912 — И стало так. — СПб.: Новый сатирикон.
5. 1913 — Карусель. — СПб.: Новый сатирикон.
6. 1914 — Дым без огня. — СПб.: Новый сатирикон.
7. [1914?]—1915 — Восемь миниатюр. Т. 1. — Пг.: Новый сатирикон.
8. [1914?]—1915 — Миниатюры и монологи. Т. 2. — Пг.: Новый сатирикон.
9. 1915 — Ничего подобного: Сб. рассказов. — Пг.: Новый сатирикон.
10. 1916 — Неживой зверь. — Пг.: Новый сатирикон.
11. 1917 — И стало так. — 7-е изд. — Пг.: Новый сатирикон.
12. 1918 — Вчера. — Пг.: Новый сатирикон.
13. 1918 — Дым без огня. — 9-е изд. — Пг.: Новый сатирикон.
14. 1918 — Карусель. — 4-е изд. — Пг.: Новый сатирикон.
15. 1920 — Так жили. — Париж.
16. 1921 — Чёрный ирис. — Стокгольм.
17. 1921 — Сокровища земли. — Берлин.
18. 1921 — Тихая заводь. — Париж.
19. 1921 — «Восток» и другие рассказы. — Шанхай.
20. 1923 — Рысь. — Берлин.
21. 1923 — Passiflora. — Берлин.
22. 1923 — Шамран. Песни Востока. — Берлин.
23. 1924 — Вечерний день. — Прага.
24. 1927 — Городок. — Париж.
25. 1930 — Воспоминания. — Париж.
26. 1931 — Книга Июнь. — Париж.
27. 1931 — Авантюрный роман. — Париж.
28. 1936 — Ведьма. — Париж.
29. 1938 — О нежности. — Париж.
30. 1939 — Зигзаг. — Париж.
31. 1946 — Всё о любви. — Париж.
32. 1952 — Земная радуга. — Нью-Йорк.
33. Жизнь и воротник
34. Митенька
35. Вдохновенье
36. Свои и чужие
37. Ностальгия

### Публикации в СССР
- 1926 — Взамен политики: Рассказы. — М.—Л.: ЗиФ.
- 1927 — Вчера: Юмористические рассказы. — Киев: Космос.
- 1927 — Танго смерти. — М.: ЗиФ.
- 1927 — Сладкие воспоминания. — М.-Л.: ЗиФ.

### Собрания сочинений
- 1998—2005 — Собрание сочинений [в 7 т.] / Сост. и подг. текстов Д. Д. Николаева и Е. М. Трубиловой. — М.: Лаком.
- 2008 — Собрание сочинений. В 5 т. — М.: Книжный клуб ТЕРРА.

### Другое
- Древняя история / Всеобщая история, обработанная «Сатириконом». — 1909
- Древняя история / Всеобщая история, обработанная «Сатириконом». — СПб.: изд. М. Г. Корнфельда, 1912
- Тэффи. Моя летопись / сост., предисл., примеч. С. С. Никоненко. — М.: ПРОЗАиК, 2016. — 655 с. — ISBN 978-5-91631-249-2. — 2000 экз.
- Тэффи. «Момент судьбы». Пьеса в 4-х действиях / публ. Keijser T., Salzmann V. // Russian Literature, Volume 117, October , Pages 11-64 — Amsterdam: Elsevier, 2020.
- Тэффи. «Ничего подобного». Комедия в 3-х актах, 4-х картинах / публ. Keijser T., Salzmann V. // Russian Literature, Volume 117, October , Pages 65-110 — Amsterdam: Elsevier, 2020.

О Ленине
Знавшая Ленина лично, Тэффи писала:

Внешность его к себе не располагала. Такой плешивенький, коротенький, неряшливо одетый мог бы быть служащим где-нибудь в захолустной земской управе. Ничто в нем не обещало диктатора. Ничто не выражало душевного горения. Говорил, распоряжался точно службу служил, и казалось, будто ему и самому скучно, да ничего не поделаешь.
Держал себя Ленин очень просто, без всякой позы. Поза всегда вызывается желанием нравиться, жаждой красоты. Красоты Ленин не чувствовал никогда и ни в чем. Так, Луначарский был барином и поэтом. Румянцев — орлом. Шептуны — все робеспьеры и Мараты, хотя в присутствии Ленина все поджимали хвосты. Все позировали...
Как оратор Ленин не увлекал толпу, не зажигал, не доводил до исступления, как, например, Керенский, в которого толпа влюблялась и плакала от восторга. Я сама видела эти слезы на глазах солдат и рабочих, забрасывавших цветами автомобиль Керенского на Мариинской площади. Ленин очень деловито долбил тяжелым молотом по самому темному уголку души, где прячутся жадность, злоба и жестокость. Долбил Ленин и получал ответ без отказа:

— Будем грабить, да еще и убьем!

Друзей или любимцев у него, конечно, не было. Человека не видел ни в ком. Да и мнения о человеке был довольно низкого. Сколько приходилось наблюдать, он каждого считал способным на предательство из личной выгоды. Всякий был хорош, поскольку нужен делу. А не нужен — к черту. А если вреден или даже просто неудобен, то такого можно и придушить. И все это очень спокойно, беззлобно и разумно. Можно сказать, даже добродушно. Он, кажется, и на себя смотрел тоже не как на человека, а как на слугу своей идеи. Эти одержимые маньяки очень страшны.

## Критика
К произведениям Тэффи в литературных кругах относились крайне положительно. Писатель и современник Тэффи Михаил Осоргин считал её «одним из самых умных и зрячих современных писателей».
Хотя стихи Тэффи ругал Валерий Брюсов, считая их слишком «литературными», Николай Гумилёв отмечал по этому поводу: «Поэтесса говорит не о себе и не о том, что она любит, а о том, какой она могла бы быть, и о том, что она могла бы любить. Отсюда маска, которую она носит с торжественной грацией и, кажется, иронией». Кроме того, её творчество высоко ценили Александр Куприн, Дмитрий Мережковский и Фёдор Сологуб.
Литературная энциклопедия 1929—1939 сообщает о поэтессе крайне размыто и негативно:

Культ любви, сладострастия, густой налет восточной экзотики и символики, воспевание различных экстатических состояний души — основное содержание поэзии Т. Изредка и случайно звучали здесь мотивы борьбы с «самовластьем», но социальные идеалы Т. были крайне неопределенны. С начала 10-х гг. Т. перешла к прозе, дав ряд сборников юмористических рассказов. В них Т. поверхностно критикует некоторые обывательские предрассудки и привычки, в сатирических сценках изображает жизнь петербургского «полусвета». Иногда в поле зрения автора попадают представители трудового народа, с к-рыми соприкасаются основные герои; это большей частью кухарки, горничные, маляры, представленные тупыми и бессмысленными существами. Кроме стихов и рассказов Т. написала и перевела ряд пьес. Первая пьеса «Женский вопрос» была поставлена петербургским Малым театром; несколько других шло в разное время в столичных и провинциальных театрах. В эмиграции Т. написаны рассказы, рисующие дореволюционную Россию, все ту же мещанскую жизнь. Меланхолический заголовок «Так жили» объединяет эти рассказы, отражающие крушение надежд белоэмиграции на возвращение прошлого, полную бесперспективность неприглядной эмигрантской жизни. Рассказывая о «сладких воспоминаниях» эмигрантщины, Т. приходит к ироническому изображению дореволюционной России, показывает тупость и никчемность обывательского существования. Эти произведения свидетельствуют о жестоком разочаровании писательницы-эмигрантки в людях, с которыми она связала свою судьбу.— Литературная энциклопедия

## Экранизации
- В СССР:
  - Рассказ Тэффи «Маляр» был экранизирован дважды:
    - Одноимённый сюжет по мотивам рассказа в киножурнале «Фитиль», (1967, выпуск № 63).

Режиссёр Георгий Данелия, в ролях Ия Саввина (хозяйка квартиры) и Евгений Леонов (маляр).
- Новелла в рамках телеспектакля «По страницам «Сатирикона»» (1974).

Режиссёр Евгений Ануфриев, в ролях Маргарита Струнова (хозяйка квартиры) и Алексей Кузнецов (маляр).
- Ещё два рассказа — «Счастливая любовь» и «Проворство рук» — были экранизированы во втором выпуске телеспектакля «Альманах сатиры и юмора» (1980).

- В России:
  - В рамках проекта «Недлинные истории» на телеканале «Культура» (2002—2003) были экранизированы следующие рассказы Тэффи:
    - «Маляр», режиссёр Дмитрий Васильев, в ролях Оксана Базилевич (хозяйка квартиры) и Вадим Гущин (маляр)[30].
    - «Блины», режиссёр Дмитрий Васильев, в ролях Оксана Базилевич (дама), Владимир Богданов (господин), Геннадий Алимпиев (Петр Николаевич, учитель математики), Игорь Лифанов (господин), Александр Строев (иностранец), Надежда Рязанцева (иностранка).
    - «Выбор креста», режиссёр Дмитрий Васильев, в ролях Олег Куликович (Шура Эрбель), Оксана Базилевич (жена Шуры Эрбеля), Анатолий Петров (Ермилов), Зоя Буряк (жена Ермилова).
    - «Предсказатель прошлого»
    - «Выслужился»
    - «Прелестная женщина»
    - «Брошечка»
    - «Джентльмен»
    - «Ведьма»

## Память
- Библиотека «Тэффи» в Тихвине (Ленинградская обл.)[31].
- В 2021 году в переводе на русский язык вышла книга американской исследовательницы Эдит Хейбер «Смеющаяся вопреки. Жизнь и творчество Тэффи»[32].